# Тинкебешть
Тинкебешть, Тинкебешті (рум. Tâncăbești) — село у повіті Ілфов в Румунії. Входить до складу комуни Снагов.
Село розташоване на відстані 26 км на північ від Бухареста, 114 км на південь від Брашова.

## Населення
За даними перепису населення 2002 року у селі проживали 1417 осіб. Рідною мовою 1412 осіб (99,6%) назвали румунську.
Національний склад населення села:
| Національність | Кількість осіб | Відсоток |
| -------------- | -------------- | -------- |
| румуни         | 1399           | 98,7%    |
| цигани         | 16             | 1,1%     |